# Impédance caractéristique
L'impédance caractéristique d'une ligne de transmission est une représentation d'une forme de perméabilité du milieu. Elle joue un rôle similaire à ce qu'on observe avec les ondes sonores ou les ondes électromagnétiques. Quand une onde traverse la frontière entre deux milieux différents, une partie de son énergie ne peut être transmise d'un milieu à l'autre et repart dans l'autre sens. Dans une ligne de transmission, elle correspond à l'impédance qu'on pourrait mesurer à ses bornes si elle avait une longueur infinie. C'est la raison pour laquelle des lignes de transmission suffisamment longues par rapport à la longueur d'onde du signal qu'elles transmettent ont besoin d'être "terminées" par des charges qui correspondent à cette impédance caractéristique. Ainsi, le signal se perd dans une charge comme si la ligne continuait à l'infini et ne se réfléchit donc pas. Une réflexion risquerait de causer des interférences.
Dans le cas d'une ligne de transmission idéale (c'est-à-dire sans perte R = 0 et G = 0 ), l'impédance caractéristique est définie par :
{\displaystyle Z_{caracteristique}={\sqrt {\frac {L}{C}}}}
où L et C sont respectivement l'inductance et la capacité par unité de longueur de la ligne. Elle est indiquée dans les catalogues des constructeurs. Elle dépend :
- des dimensions des conducteurs et de leur espacement.
- de la constante diélectrique de l'isolant, dans une ligne coaxiale.

Valeurs typiques de l'impédance caractéristique :
- 50 ou 75 Ω pour une ligne coaxiale .
- 100 Ω ou 120 Ω[1](notamment pour le bus can)pour une paire torsadée[2].
- 200 Ω pour une ligne bifilaire .

L'utilisation d'une ligne de transmission est principalement la transmission d'énergie électrique qui par une modulation appropriée supporte une information. La bonne transmission de cette information suppose le bon transfert de l'énergie ce qui suppose une bonne adaptation des impédances à l'entrée et la sortie du câble. Cette bonne adaptation se produit quand l'impédance des terminaisons est égale à l'impédance caractéristique du câble. On parle d'adaptation d'impédances en puissance. C'est pour cela que quelques valeurs d'impédances caractéristiques ont été choisies pour faciliter le travail des concepteurs dans l'utilisation des câbles coaxiaux et de leur terminaison (construction d'antennes, composants standards etc.).

Représentation schématique des composants élémentaires d'une ligne de transmission.

Pour une ligne de transmission réelle (avec pertes), l'impédance caractéristique est un nombre complexe :
{\displaystyle Z_{caracteristique}={\sqrt {\frac {R+j\omega L}{G+j\omega C}}}}
où R et G sont respectivement la résistance et la conductance de pertes par unités de longueur (Ω/m et S/m).
On remarque qu'à haute fréquence ({\displaystyle \scriptstyle {\omega }=2\pi f} assez grand) R et G sont négligeables devant {\displaystyle \scriptstyle {j\omega L}} et {\displaystyle \scriptstyle {j\omega C}} d'où la bonne approximation sur une ligne réelle à haute fréquence de
{\displaystyle Z_{caracteristique}={\sqrt {\frac {L}{C}}}}
Détermination pratique de l'impédance caractéristique : elle dépend des paramètres physiques de la ligne.
Par exemple, pour un câble coaxial, {\displaystyle \scriptstyle Z_{caracteristique}} dépend du rapport des diamètres du conducteur intérieur et du conducteur extérieur, ainsi que de la constante diélectrique de l'isolant. Les valeurs normalisées ont été adoptées parce qu'elles minimisent les pertes par effet Joule.
Pour une ligne imprimée micro-ruban, l'impédance caractéristique dépend du rapport entre la largeur du ruban (W), de l'épaisseur (h) de l'isolant entre le ruban et le plan de masse, et de la constante diélectrique de l'isolant.